# 타이응우옌
타이응우옌시(베트남어: Thành phố Thái Nguyên / 城舗太原, 태원시)는 베트남 북동부에 위치한 도시로, 타이응우옌성의 성도이며 면적은 177.1km2, 인구는 330,000명(2010년 기준)이다. 하노이와 하이퐁 다음으로 베트남 북부에서 인구가 많은 가장 많은 도시 중 하나이다. 타이응우옌시는 1962년에 설립된 산업 도시이다. 한 때 이곳이 자치 지역(1956 ~ 1965)이 존재했을 때는 비엣박 자치지구의 수도가 되기도 했다. 이 지역은 군사적으로도 중요한 중심지기도 하여, 타이응우옌시에는 사령부 본부와 기타 여러 기관이 있다.

## 역사
1917년 8월 30일 타이응우옌 봉기가 일어났다. 이 반란은 프랑스령 인도차이나에서 일어난 가장 크고, 파괴적인 반식민지 반란으로 묘사되었으며, 1918년 1월까지 지속되었다.
1962년 10월 19일에 타이응우옌성의 성도가 되었다. 1965년부터는 박타이성(Bắc Thái /北太省)의 성도가 되었고, 1996년 11월 6일에 타이응우옌성으로 복귀하면서 다시 성도가 되었다.

## 행정구역
타이응우옌시는 21개의 프엉(坊)과 11개의 싸(社)를 관할한다.

### 프엉
- 깜자 (Cam Giá / 甘蔗)
- 쭈아항 (Chùa Hang / 厨𧯄)
- 동범 (Đồng Bẩm / 同禀)
- 동꽝 (Đồng Quang / 同光)
- 자상 (Gia Sàng / 嘉床)
- 흐엉선 (Hương Sơn / 香山)
- 꽌찌에우 (Quán Triều / 觀朝)
- 꽝쭝 (Quang Trung / 光中)
- 황반투 (Hoàng Văn Thụ / 黃文樹)
- 판딘풍 (Phan Đình Phùng / 潘廷逢)
- 푸싸 (Phú Xá / 富舍)
- 꽝빈 (Quang Vinh / 光永)
- 떤럽 (Tân Lập / 新立)
- 떤롱 (Tân Long / 新隆)
- 떤타인 (Tân Thành / 新誠)
- 떤틴 (Tân Thịnh / 新盛)
- 틴단 (Thịnh Đán / 盛旦)
- 틱르엉 (Tích Lương / 積良)
- 쭝타인 (Trung Thành / 忠誠)
- 쭝브엉 (Trưng Vương / 征王)
- 툭주옌 (Túc Duyên / 宿緣)

### 싸
- 까오응안 (Cao Ngạn / 高岸)
- 동리엔 (Đồng Liên / 同連)
- 흐엉트엉 (Huống Thượng / 況上)
- 린선 (Linh Sơn / 靈山)
- 푹하 (Phúc Hà / 福河)
- 푹찌우 (Phúc Trìu / 福抽)
- 푹쑤언 (Phúc Xuân / 福春)
- 꾸엣탕 (Quyết Thắng / 決勝)
- 선껌 (Sơn Cẩm / 山錦)
- 떤끄엉 (Tân Cương / 新綱)
- 틴특 (Thịnh Đức / 盛德)

## 기후
타이응우옌시는 아열대 지방의 아열대 기후로 추운 겨울이 없고, 거의 비가 내리지 않으며, 더운 여름과 비가 많이 내리는 베트남 동북부 기후의 일반적인 특성을 가지고 있다. 타이응우옌시의 기후는 봄, 여름, 가을, 겨울 사계절로 나누어지며, 평균 강우량이 상대적으로 높은 따뜻한 지방에 위치하고 있다.
| 타이응우옌의 기후               | 타이응우옌의 기후 | 타이응우옌의 기후 | 타이응우옌의 기후 | 타이응우옌의 기후 | 타이응우옌의 기후 | 타이응우옌의 기후 | 타이응우옌의 기후 | 타이응우옌의 기후 | 타이응우옌의 기후 | 타이응우옌의 기후 | 타이응우옌의 기후 | 타이응우옌의 기후 | 타이응우옌의 기후 |
| 월                              | 1월               | 2월               | 3월               | 4월               | 5월               | 6월               | 7월               | 8월               | 9월               | 10월              | 11월              | 12월              | 연간              |
| ------------------------------- | ----------------- | ----------------- | ----------------- | ----------------- | ----------------- | ----------------- | ----------------- | ----------------- | ----------------- | ----------------- | ----------------- | ----------------- | ----------------- |
| 역대 최고 기온 °C (°F)          | 31.2 (88.2)       | 33.5 (92.3)       | 35.7 (96.3)       | 39.4 (102.9)      | 40.7 (105.3)      | 40.8 (105.4)      | 39.2 (102.6)      | 38.5 (101.3)      | 37.9 (100.2)      | 34.9 (94.8)       | 34.0 (93.2)       | 30.6 (87.1)       | 40.8 (105.4)      |
| 일평균 최고 기온 °C (°F)        | 19.7 (67.5)       | 20.6 (69.1)       | 23.0 (73.4)       | 27.3 (81.1)       | 31.5 (88.7)       | 32.8 (91.0)       | 32.8 (91.0)       | 32.5 (90.5)       | 31.8 (89.2)       | 29.4 (84.9)       | 25.8 (78.4)       | 22.1 (71.8)       | 27.5 (81.5)       |
| 일일 평균 기온 °C (°F)          | 16.0 (60.8)       | 17.3 (63.1)       | 20.0 (68.0)       | 23.8 (74.8)       | 27.2 (81.0)       | 28.6 (83.5)       | 28.7 (83.7)       | 28.2 (82.8)       | 27.3 (81.1)       | 24.8 (76.6)       | 21.2 (70.2)       | 17.6 (63.7)       | 23.4 (74.1)       |
| 일평균 최저 기온 °C (°F)        | 13.7 (56.7)       | 15.3 (59.5)       | 18.0 (64.4)       | 21.5 (70.7)       | 24.2 (75.6)       | 25.7 (78.3)       | 25.7 (78.3)       | 25.4 (77.7)       | 24.3 (75.7)       | 21.7 (71.1)       | 18.0 (64.4)       | 14.7 (58.5)       | 20.7 (69.3)       |
| 역대 최저 기온 °C (°F)          | 3.0 (37.4)        | 4.3 (39.7)        | 6.1 (43.0)        | 12.6 (54.7)       | 16.4 (61.5)       | 19.7 (67.5)       | 20.5 (68.9)       | 21.7 (71.1)       | 16.3 (61.3)       | 10.2 (50.4)       | 7.2 (45.0)        | 3.2 (37.8)        | 3.0 (37.4)        |
| 평균 강우량 mm (인치)           | 28.0 (1.10)       | 31.1 (1.22)       | 60.1 (2.37)       | 111.5 (4.39)      | 237.3 (9.34)      | 306.3 (12.06)     | 399.4 (15.72)     | 336.5 (13.25)     | 227.2 (8.94)      | 123.2 (4.85)      | 52.7 (2.07)       | 24.3 (0.96)       | 1,937.1 (76.26)   |
| 평균 강우일수                   | 10.1              | 12.0              | 17.7              | 16.7              | 15.1              | 16.3              | 18.0              | 18.1              | 13.2              | 9.8               | 7.2               | 6.1               | 160.0             |
| 평균 상대 습도 (%)              | 79.4              | 81.4              | 84.4              | 85.3              | 81.8              | 82.3              | 83.5              | 84.7              | 82.3              | 79.8              | 78.0              | 76.6              | 81.6              |
| 평균 월간 일조시간              | 64.1              | 44.8              | 42.2              | 78.2              | 163.4             | 159.8             | 182.0             | 177.4             | 182.8             | 161.6             | 138.5             | 113.3             | 1,508.1           |
| 출처: 베트남 과학기술양성연구소 |                   |                   |                   |                   |                   |                   |                   |                   |                   |                   |                   |                   |                   |

## 교육
- 타이응우옌 대학교
  - 타이응우옌 대학교 교육대학
  - 경제 경영 대학
  - 이과 대학
  - 산업 기술 대학
  - 의학 약학 대학
  - 농업 임업 대학
  - 정보 통신 대학
  - 외국어 학부
  - 국제 학부
  - 기술 경제 대학

## 의료
이 도시는 북부 중부 및 산악 지역의 보건 중심지로서 다음과 같은 전문 자격이 있는 대형 병원이 많이 있다.
- 타이응우옌 중앙 종합병원 (2000개의 병상)
- 타이응우옌 국제 종합병원 (300개 병상)
- A 병원 (850개 병상)
- 강철 병원 (500개 병상)
- 타이응우옌 의학 대학교 병원
- 타이응우옌 전통 의학 병원

## 자매도시
- 대한민국 경상북도
- 대한민국 부산광역시 동래구
- 핀란드 살로
- 베트남 카인호아성 냐짱